# Gavlmaleri
Et gavlmaleri er den form for vægmaleri, mur- eller muralmaleri der udføres på en husgavl.
Vægmalerier er de første malerier i historien, de såkaldte hulemalerier. Menneskeheden begyndte med kunsten at male vægmalerier i huler, de første tegn overføres mellem mennesker. Muren var det første medie i maleri.
Gavlmalerier stammer fra Mexico. Efter den mexicanske revolution malede Diego Rivera, José Clemente Orozco og David Afraro Siqueiros flere vægmalerier med et socialistisk propagandistisk præg om dagligdagen og den mexicanske revolution. Herfra spredes idéen med gavlmaleri til især San Francisco og Los Angeles med emigrerende mexicanere. 
I Danmark dukker gavlmaleri op første gang som en blanding af kunst og reklame, da der i begyndelsen af 1950erne og 1960erne var en reklamekampagne for mælk i København. I 1961 udstillede Jean Dubuffet på Silkeborg Kunstmuseum på initiativ af Asger Jorn, i den forbindelse blev der malet på gavlen af det der i dag er Galleri Morderne ved siden af museet, gavlmaleriet er opmalet flere gange og er nu i 2008 under restaurering (se ekstern henvisning til: Jean Dubuffets gavlmaleri i Silkeborg). Dernæst viser Brande vejen frem indenfor kunstarten gavlmaleri. Idéen med at lave en byudsmykning i Brande kom fra Midtjysk Kunstforening og hovedmændene i foreningen, lægen Ole Bendix og advokaten Jørgen Mansfeld-Giese. I 1968 finder to kunstnere med samme drømme sammen i Galleri A 18, der er tilknyttet Midtjysk Kunstforening, Anders Kirkegaard og Poul Agger. Sammen med 5 andre kunstnere danner de ”Murens Mænd”, de andre var Leif Jepsen, Kai Führer, Henrik Flagstad, Hans Christian Rylander og Knud Bjørn-Knudsen. I alt 23 gavle og husmure bliver udsmykket af ”Murens Mænd”.
Siden Brande for alvor introducerede gavlmaleriet i Danmark er Århus kommet med fra begyndelsen af 1970erne, Randers i 1977 og København i 1980erne.

## Mælkereklame som gavlmaleri
I bogen ”Kunst på muren” nævnes to inspirationskilder til mælkereklamerne på de københavnske gavle. Den ene er Axel Saltos restaurering af Jørgen Sonnes frise på Thorvaldsens Museum 1951-59, frisen viser Thorvaldsens hjemkomst til København. Den anden er Emile Zolas bog ”Mesterværket”, heri læste maleren Walther Schwartz om kunstnerens råb om at komme til at male på Paris’ mure.
Storkøbenhavns Mejerier og et reklamefirma engagerer Walther Schwartz som konsulent til et reklamefremstød med sloganet ”Mælk gi’r sundhed”, sloganet skulle fremgå klart og tydeligt på gavlmalerierne ellers havde kunstnerne frit slag. Efter henvendelse til en række kunstnere får man positive tilbagemeldinger og projektet ender med 19 malere der udfører 21 gavlmalerier i København i løbet af 1952-53. Blandt disse kunstnere kan nævnes Henry Heerup, Richard Mortensen og Jens Søndergaard. I 1962 gentages reklamekampagnen med et nyt slogan ”mælk – det er dejligt” og med 9 nye kunstnere, blandt andre Hans Scherfig, Poul Gernes og Arne Ungermann. I dag eksisterer ikke længere alle malerier, i 1993 var der 5 malerier tilbage.

## Blandingsfeltet mellem graffiti og gavlmaleri
Grænsen mellem graffiti og gavlmaleri er svær at sætte.